# Maxim Trankov
Maxim Leonidovich Trankov (em russo:  Макси́м Леони́дович Транько́в; Perm, RSFS da Rússia, 7 de outubro de 1983) é um patinador artístico russo. Trankov compete nas duplas. Ele conquistou com Tatiana Volosozhar duas medalhas de ouro nos Jogos Olímpicos de Inverno de 2014, uma nas duplas e a outra na competição por equipes, uma medalha de ouro e duas de prata em campeonatos mundiais, três medalhas de ouro no Campeonato Europeu, e foram campeões duas vezes do campeonato nacional russo. Com Maria Mukhortova, conquistou uma medalha de prata e duas de bronze em campeonatos europeus, uma medalha de ouro na Universíada de Inverno de 2005, e uma medalha de ouro e três de prata no campeonato russo.

## Principais resultados

### Com Tatiana Volosozhar

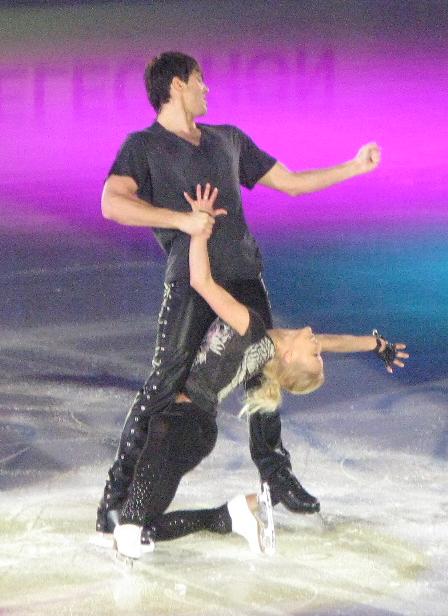
Volosozhar con Trankov in 2012

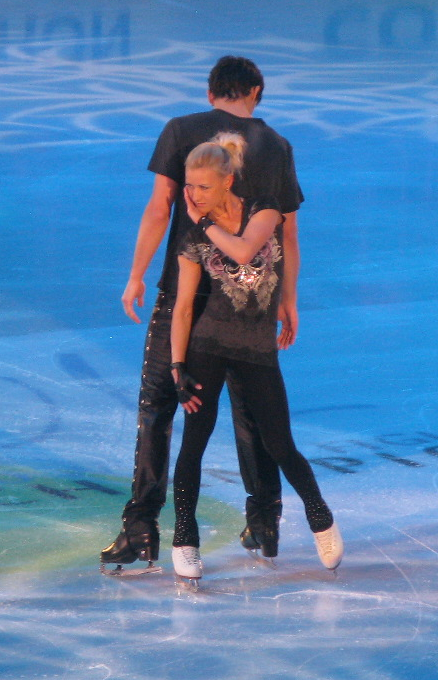
Volosozhar con Trankov in 2012

| Resultados | Resultados       | Resultados       | Resultados      | Resultados       | Resultados    | Resultados      | Resultados    | Resultados    | Resultados    | Resultados    | Resultados    | Resultados    | Resultados    | Resultados    |
| Internacional | Internacional    | Internacional    | Internacional   | Internacional    | Internacional | Internacional   | Internacional | Internacional | Internacional | Internacional | Internacional | Internacional | Internacional | Internacional |
| Evento/Temporada | 2010– 2011       | 2011– 2012       | 2012– 2013      | 2013– 2014       | 2014– 2015    | 2015– 2016      |               |               |               |               |               |               |               |               |
| --- | ---------------- | ---------------- | --------------- | ---------------- | ------------- | --------------- | ------------- | ------------- | ------------- | ------------- | ------------- | ------------- | ------------- | ------------- |
| Jogos Olímpicos |                  |                  |                 | Medalha de ouro  |               |                 |               |               |               |               |               |               |               |               |
| Campeonato Mundial | Medalha de prata | Medalha de prata | Medalha de ouro |                  |               | 6.º             |               |               |               |               |               |               |               |               |
| Campeonato Europeu |                  | Medalha de ouro  | Medalha de ouro | Medalha de ouro  |               | Medalha de ouro |               |               |               |               |               |               |               |               |
| GP Grand Prix Final |                  | Medalha de prata | Medalha de ouro | Medalha de prata |               |                 |               |               |               |               |               |               |               |               |
| GP Cup of China |                  |                  |                 |                  | WD            |                 |               |               |               |               |               |               |               |               |
| GP NHK Trophy |                  |                  |                 | Medalha de ouro  |               |                 |               |               |               |               |               |               |               |               |
| GP Rostelecom Cup |                  |                  | Medalha de ouro |                  |               |                 |               |               |               |               |               |               |               |               |
| GP Skate America |                  |                  | Medalha de ouro | Medalha de ouro  | WD            |                 |               |               |               |               |               |               |               |               |
| GP Skate Canada International |                  | Medalha de ouro  |                 |                  |               |                 |               |               |               |               |               |               |               |               |
| GP Trophée Éric Bompard |                  | Medalha de ouro  |                 |                  |               | Medalha de ouro |               |               |               |               |               |               |               |               |
| CS Nebelhorn Trophy |                  | Medalha de ouro  | Medalha de ouro | Medalha de ouro  |               | Medalha de ouro |               |               |               |               |               |               |               |               |
| Mont Blanc Trophy | Medalha de ouro  |                  |                 |                  |               |                 |               |               |               |               |               |               |               |               |
| Ondrej Nepela Trophy |                  | Medalha de ouro  |                 |                  |               |                 |               |               |               |               |               |               |               |               |
| Nacional |                  |                  |                 |                  |               |                 |               |               |               |               |               |               |               |               |
| Campeonato Russo | Medalha de ouro  |                  | Medalha de ouro |                  |               | Medalha de ouro |               |               |               |               |               |               |               |               |
| Equipes |                  |                  |                 |                  |               |                 |               |               |               |               |               |               |               |               |
| Jogos Olímpicos |                  |                  |                 | 1T/1P            |               |                 |               |               |               |               |               |               |               |               |
| Troféu Mundial por Equipes |                  |                  | 4.º 4T/1P       |                  |               |                 |               |               |               |               |               |               |               |               |
| |                  |                  |                 |                  |               |                 |               |               |               |               |               |               |               |               |
| Legenda: GP = Grand Prix; CS= Challenger Series; WD = Abandonou; C = Cancelado; T = Posição da equipe; P = Posição individual; Competição não foi disputada nesta temporada |                  |                  |                 |                  |               |                 |               |               |               |               |               |               |               |               |

### Com Maria Mukhortova
| Resultados | Resultados        | Resultados        | Resultados        | Resultados      | Resultados        | Resultados        | Resultados        | Resultados    | Resultados    | Resultados    | Resultados    | Resultados    | Resultados    | Resultados    |
| Internacional                                                                                                   | Internacional     | Internacional     | Internacional     | Internacional   | Internacional     | Internacional     | Internacional     | Internacional | Internacional | Internacional | Internacional | Internacional | Internacional | Internacional |
| Evento/Temporada                                                                                                | 2003– 2004        | 2004– 2005        | 2005– 2006        | 2006– 2007      | 2007– 2008        | 2008– 2009        | 2009– 2010        |               |               |               |               |               |               |               |
| --- | ----------------- | ----------------- | ----------------- | --------------- | ----------------- | ----------------- | ----------------- | ------------- | ------------- | ------------- | ------------- | ------------- | ------------- | ------------- |
| Jogos Olímpicos                                                                                                 |                   |                   |                   |                 |                   |                   | 7.º               |               |               |               |               |               |               |               |
| Campeonato Mundial                                                                                              |                   |                   | 12.º              | 11.º            | 7.º               | 5.º               | 4.º               |               |               |               |               |               |               |               |
| Campeonato Europeu                                                                                              |                   |                   |                   |                 | Medalha de prata  | Medalha de bronze | Medalha de bronze |               |               |               |               |               |               |               |
| GP Grand Prix Final                                                                                             |                   |                   |                   |                 |                   | 6.º               | 4.º               |               |               |               |               |               |               |               |
| GP Cup of Russia                                                                                                |                   | 6.º               | 4.º               | 7.º             | 4.º               |                   |                   |               |               |               |               |               |               |               |
| GP Skate America                                                                                                |                   |                   |                   | 5.º             |                   | Medalha de bronze |                   |               |               |               |               |               |               |               |
| GP Skate Canada International                                                                                   |                   |                   | 7.º               |                 |                   |                   | Medalha de prata  |               |               |               |               |               |               |               |
| GP Trophée Éric Bompard                                                                                         |                   |                   |                   |                 | Medalha de bronze | Medalha de prata  | Medalha de ouro   |               |               |               |               |               |               |               |
| Finlandia Trophy                                                                                                |                   |                   |                   |                 | Medalha de ouro   |                   |                   |               |               |               |               |               |               |               |
| Nebelhorn Trophy                                                                                                |                   |                   |                   |                 |                   | Medalha de prata  |                   |               |               |               |               |               |               |               |
| Universíada |                   | Medalha de bronze |                   |                 |                   |                   |                   |               |               |               |               |               |               |               |
| Internacional – Júnior                                                                                          |                   |                   |                   |                 |                   |                   |                   |               |               |               |               |               |               |               |
| Campeonato Mundial Júnior                                                                                       | Medalha de bronze | Medalha de ouro   |                   |                 |                   |                   |                   |               |               |               |               |               |               |               |
| JGP JGP Final                                                                                                   | Medalha de bronze | Medalha de ouro   |                   |                 |                   |                   |                   |               |               |               |               |               |               |               |
| JGP JGP Alemanha                                                                                                |                   | Medalha de ouro   |                   |                 |                   |                   |                   |               |               |               |               |               |               |               |
| JGP JGP China                                                                                                   |                   | Medalha de ouro   |                   |                 |                   |                   |                   |               |               |               |               |               |               |               |
| JGP JGP Polônia                                                                                                 | Medalha de ouro   |                   |                   |                 |                   |                   |                   |               |               |               |               |               |               |               |
| JGP JGP República Tcheca                                                                                        | Medalha de ouro   |                   |                   |                 |                   |                   |                   |               |               |               |               |               |               |               |
| Nacional |                   |                   |                   |                 |                   |                   |                   |               |               |               |               |               |               |               |
| Campeonato Russo                                                                                                |                   | WD                | Medalha de bronze | Medalha de ouro | Medalha de prata  | Medalha de prata  | Medalha de prata  |               |               |               |               |               |               |               |
| Campeonato Russo – Júnior                                                                                       | Medalha de ouro   |                   |                   |                 |                   |                   |                   |               |               |               |               |               |               |               |
| |                   |                   |                   |                 |                   |                   |                   |               |               |               |               |               |               |               |
| Legenda: GP = Grand Prix; JGP = Grand Prix Júnior; WD = Abandonou; Competição não foi disputada nesta temporada |                   |                   |                   |                 |                   |                   |                   |               |               |               |               |               |               |               |